# Antirouille (magazine)
Pour les articles homonymes, voir Antirouille (homonymie).
Antirouille est un magazine mensuel français destiné aux jeunes publié entre 1975 et 1979.
Lancé au printemps 1975 par la Fédération des Éclaireuses et Éclaireurs unionistes de France, il prend son indépendance vis-à-vis de la Fédération dès le troisième numéro par la volonté de son équipe fondatrice — Hélène Delebecque, Viviane Mahler et Patrick Benquet — visant à faire un journal indépendant de gauche  « existentiel, branché sur la vie quotidienne » destiné aux 15-20 ans : collégiens, lycéens et jeunes travailleurs.
« Fait par des jeunes pour des jeunes », il publie de nombreux auteurs, dont Loustal, Tignous, Coucho ainsi que Gérard Mathieu qui en assure également la maquette.
Après des débuts modestes, le périodique est diffusé jusqu’à 70 000 exemplaires mais connaît des difficultés de financement. Le 3 février 1978, un concert de soutien à Antirouille est organisé à l'hippodrome de Pantin avec notamment Jacques Higelin et Michèle Bernard. Malgré l’introduction de la publicité en 1978, le magazine cesse de paraître au numéro double 38-39 d’août 1979, faute de revenus suffisants pour couvrir ses frais d'exploitation.